# Navigator (альбом Terminal Choice)
Navigator (с англ. — «Навигатор») — второй полноформатный студийный альбом немецкой группы Terminal Choice, вышедший в 1998 году. Первая запись группы с достаточно тяжёлым звучанием относительно предыдущих работ.

## Список композиций
1. «Actual Reality? (Intro)» («Настоящая действительность? (Интро)») — 3:17
2. «Without Warning» («Без предупреждения») — 5:05
3. «Victim Of Life» («Жертвы жизни») — 6:03
4. «Someone» («Кто-то») — 3:50
5. «Navigator I» («Навигатор I») — 1:51
6. «Der Tod» (нем.: «Смерть») — 5:55
7. «House Of Evil» («Дом зла») — 4:40
8. «No Escape» («Нет спасения») — 5:46
9. «Sons Of Doom» («Сыновья погибели») — 5:00
10. «Tenderness» («Нежности») — 1:11
11. «Navigator II» («Навигатор II») — 6:06
12. «The Eternal Evil» («Вечное зло») — 6:07
13. «Kaltes Herz» (нем.: «Холодное сердце») — 4:17
14. «Navigator III» («Навигатор III») — 1:48
15. «Navigator IV (Version)» («Навигатор IV») — 3:29

Первоначально диск был отпечатан в Финляндии. Номер в каталоге лейбла: NET 022.

## Переиздание
Второй тираж изготавливался в Германии, на лейбле Out Of Line, под номером в каталоге: OUT 025. EAN: 8016670004523.

## Участники записи
- Chris Pohl — вокал, синтезаторы, семплирование, тексты (кроме «Tenderness»)
- Manuel — гитары
- Nina Bendigkeit— вокал и автор текста к «Tenderness»
- Riccardo — синтезаторы, программинг

Обложка
- Joni Leimy

### Авторство музыкального материала
- Все дорожки, кроме: «Kaltes Herz», «Navigator I», «Navigator II», «Navigator III» и «Navigator IV (Version)»: Chris Pohl
- «Kaltes Herz»: Sten, Dennis, Chris Pohl
- «Navigator I», «Navigator II», «Navigator III» и «Navigator IV (Version)»: Sten, Dennis